# 奉浦大桥
奉浦大桥及奉浦东桥是连接上海市闵行区及奉贤区的一组桥梁，现为S4沪金高速公路的一部分。原有奉浦大桥于1995年10月26日通车，是黄浦江上的第四座大桥；奉浦东桥于2024年12月23日阶段性通车，2025年3月16日起双向交通均由东桥通行。同日奉浦大桥老桥封闭进行改造，预计2026年可恢复通车。

## 历史

### 前期工作
1986年，奉贤县正式提出“要求在西渡口建桥解决黄浦江车辆摆渡难”，刊登在6月25日上海市委办公厅《内参信息》上，1988年又在市人大会议上以议案形式提出，同年6月设立大桥筹建指挥部并委托上海市城市建设设计研究院编制可行性报告，但因资金困难无法推进。1992年，吴邦国指示奉贤县“用大手笔做文章”，项目恢复推进，12月底市计划委员会批复立项，资金仍由奉贤县筹措。奉贤县原计划利用外资建桥，经舞蹈演员周洁牵线与澳门利联国际投资有限公司签订合同，奉贤县出资600万美元、澳门方面应出资2400万美元，但此后一直没有支付，1993年底合同终止。1993年2月20日起，全县为筹措建桥资金开展捐款活动，共筹得778,278.96元:奉浦大桥:奉浦大桥筹建始末。
然而大桥28米通航净空设计出炉后，闵行方面反对，主张桥下净空过低，将使得上海电机厂生产的大件产品无法通过水路运出，市政府出面协调未果后，奉贤县于7月中旬单方面安排施工单位进场打桩，闵行方面直接找到“康办”，经国家计委和市政府干预，大桥暂时停工。1994年初，市政府决定大桥净空不变，在大桥下游另建一座大件运输码头供电机厂使用，工程投资3995.7万元，其中1000万元由大桥项目承担，其余由电机厂自筹。
1993年12月，市政府决定建立奉浦大桥建设有限公司，以股份制形式募集建设资金。大桥建设公司五个股东中，上海市城市建设投资开发总公司（上海城投）出资3000万元，上海市公路建设总公司出资4000万元，奉贤县建设实业公司、奉贤县城乡建设综合开发公司、奉贤工贸总公司各1500万元，以上共计股本1.15亿元；各家银行贷款，共计2.03亿元；工程总包单位为铁道部第十二工程局，垫资5500万元；1994年11月22日，又发行奉浦大桥建设债券6000万元；还筹得捐款若干:奉浦大桥筹建始末。

### 大桥施工
1994年3月18日，奉浦大桥正式动工。1995年5月23日，江泽民为大桥题写桥名。同年7月28日，大桥合龙，举行庆典仪式；10月26日建成试通车，市委书记黄菊、市人大常委会主任叶公琦等出席通车庆祝活动，全县超过十万人参加，活动由上海电视台现场直播。1996年10月26日正式竣工验收。1997年获“鲁班奖”:奉浦大桥:奉浦大桥。

### 东桥工程
2002年，莘奉金高速公路（今沪金高速公路）建成，将奉浦大桥及原有莘奉金公路地面道路改造为封闭式的收费高速公路。然而奉贤方面认为，2000年5月1日起上海所有过江桥隧均已取消收费，高速公路建成后奉浦大桥成为唯一需要收费的过江大桥，对奉贤境内的居民和单位产生一定经济负担。奉贤方面通过政协渠道提出再建一座与之平行的免费桥梁，上海市政工程管理局也答复同意建桥，工程暂名“奉浦二桥”。因老桥已预留建设第二座平行桥的条件，当时决定按原设计位置建设，近期车辆过桥不收费，远期再纳入高速公路系统。经过设计比较后，决定仍然采用与老桥一致的混凝土梁桥方案。2003年底至2004年初，二桥桩基及承台建设完成，但此后陷入停滞。市政工程管理局对此表示，“建造过程中遇到了一些具体问题”导致工程延期。实为大桥北侧高速公路穿越上海交通大学闵行校区的路段，市政府当时考虑下穿地道的方案，但此方案工程规模大，技术经济论证至2009年仍未完成，导致奉浦东桥工程停滞。此后工程未有复工。
2020年，奉浦东桥重新纳入上海市重大项目；当年9月28日，奉浦东桥正式动工建设。2024年1月东桥主体工程合龙，12月23日阶段性通车，南向北车辆改至东桥通行；2025年3月16日，双向车辆全部转至东桥通行，老桥关闭进行修缮和引桥抬升，计划2026年实现双向六车道通车。

## 大桥设计
大桥规划早期曾提出西渡口位置下游1.5公里、西渡口位置正上方（今闵浦二桥位置）和西渡口上游等方案，其中下游1.5公里方案与规划4号线（A4莘奉金高速公路）重合，1989年上海市计划委员会批准该方案，大桥作为莘奉金公路的越江大桥。大桥的通航净空由设计院委托中国港口协会海事海商技术咨询部编制，确定为特殊船型净空28米、净宽60米，船队净空18米、净宽105米。大桥采用预应力混凝土桥设计，全长2201.80米，其中主桥长545.30米，共设五孔（85.15米、125米、125米、125米、85.15米）；北引桥长941.25米，共37孔；南引桥长715.25米，共26孔。大桥于初期仅建设西侧的双向四车道桥，后续再在东侧建设第二座平行桥梁实现双向六车道通行，故而西侧老桥中心线相比A4高速中心线向西9米。
大桥桥墩的设计充分考虑了后续增建东桥的需要，设900毫米钢管桩，部分采用斜桩；承台采用钢围堰施工。得益于计算机辅助设计技术的全面应用，大桥设计仅用时数月即全面完成，较人工制图效率大幅提升；预应力混凝土箱梁结构的力学分析亦通过专用计算机软件完成。
东桥的桩基和承台于2004年按照原设计建设，此后上部工程搁置，直至2020年正式动工。现行设计中，东桥上部仍为连续梁桥结构，但材质改为波形钢腹板。箱梁采用双向预应力体系设计，预留未来养护中设置体外预应力的条件。节段设计亦经过优化，减轻重量的同时提升建设品质。东桥及改建后的西桥将东川路跨线桥、黄浦江大桥、西闸公路跨线桥三桥合一，减小主线3.5%大坡度区段的长度，改善通行条件，同时西闸公路地面道路亦得以打通。因黄浦江航道标准提高，东桥较老桥略高约一米。

## 运营情况
沪金高速是上海车流量较大的高速公路之一，其中双向四车道的奉浦大桥是全线最主要的堵点，拥挤度达1.15，是上海较拥堵的高速公路路段之一。预计2026年两桥实现双向六车道通车后拥堵将得到缓解。此外老桥及原有东川路跨线桥存在长距离连续大坡度（>3%）的问题，大型货运车辆通过此处时多有迟滞。
奉浦大桥老桥改造前不设应急停车带，设计上通过引桥设置停车区缓解，但仍然不能完全满足高速公路标准。2020年8月20日晚，一辆装载无水酒精的厢式货车在大桥上起火，火势较大，造成双向交通中断，部分驾乘人员误认为“油罐车爆炸”，一度弃车逃离。后经过消防人员扑救，大火未造成人员伤亡。